# Zgromadzenie Sióstr Służebnic Ducha Świętego od Wieczystej Adoracji

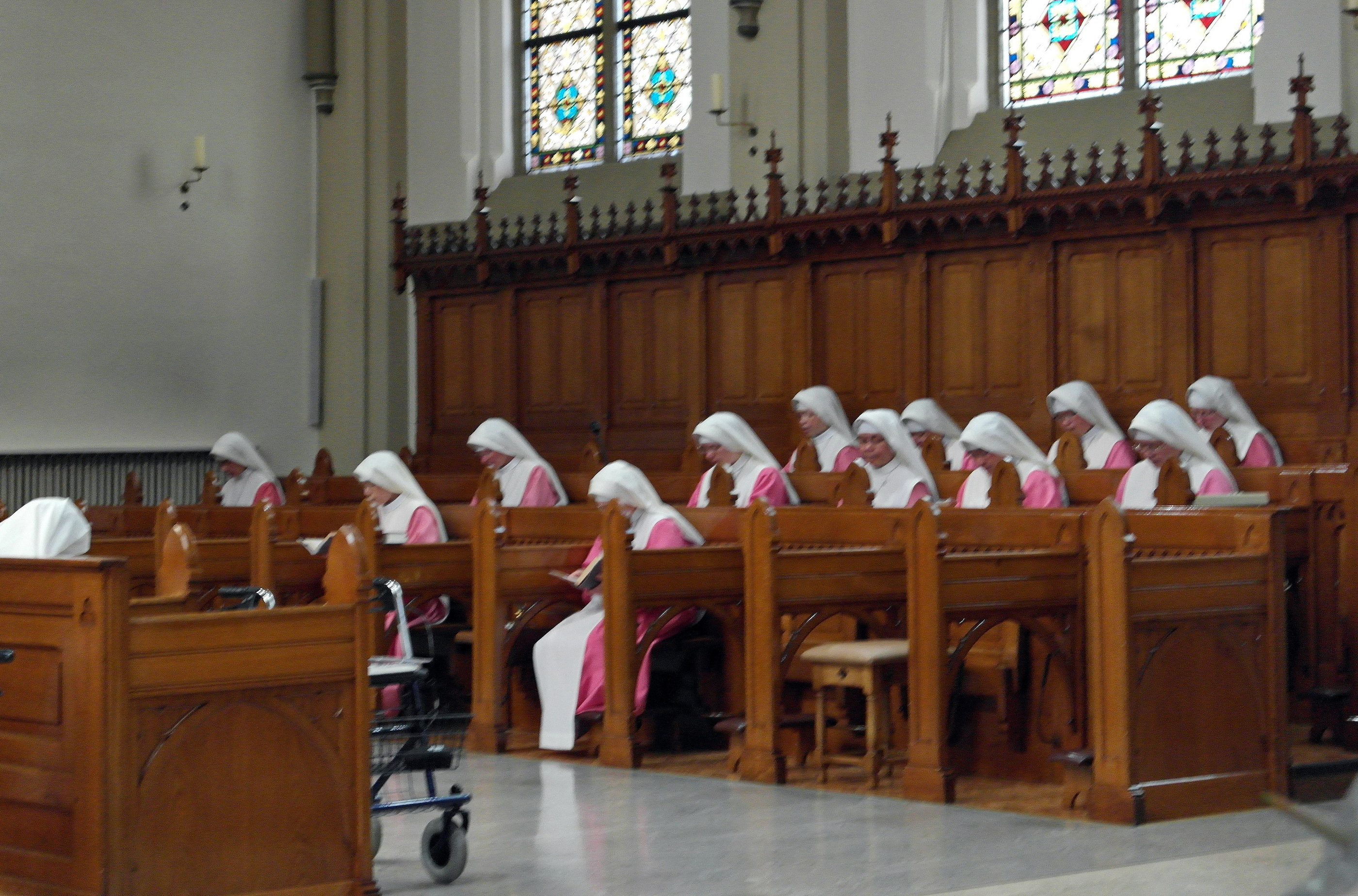
Zakonnice ze Zgromadzenia Służebnic Ducha Świętego od Wieczystej Adoracji w kaplicy klasztoru w Steyl

Zgromadzenie Sióstr Służebnic Ducha Świętego od Wieczystej Adoracji (łac. Congregatio Missionalis Servarum Spiritus Sancti) – żeńskie katolickie klauzurowe zgromadzenie zakonne założone przez św. Arnolda Janssena w Steyl w Holandii.
Historia
Arnold Janssen wcześniej założył zgromadzenia misyjne werbistów oraz werbistek (Zgromadzenie Misyjne Służebnic Ducha Świętego). Założyciel był przekonany o konieczności zaistnienia zgromadzenia kontemplacyjnego, które zapewniłoby wsparcie duchowe misjonarzom z wcześniej powstałych zakonów. W związku z tym podczas obrad II Kapituły Generalnej werbistów 22 kwietnia 1891 roku podjęto decyzję o utworzeniu kontemplacyjnej gałęzi zakonu werbistek. 8 grudnia 1896 roku sześć sióstr misyjnych otrzymało z rąk Arnolda Janssena habity nowego zgromadzenia. Początkowo istniało jedno zgromadzenie o dwóch gałęziach – misyjnej i kontemplacyjnej mające wspólną regułę i przełożonego generalnego, ale osobne przełożone dla obu gałęzi. Siostry obu wspólnot mieszkały w jednym klasztorze w Steyl, w którym były oddzielne pomieszczenia o ścisłej klauzurze dla gałęzi kontemplacyjnej. Jednak odmienny sposób życia i działalności doprowadziły po pewnym czasie do rozdzielenia obu gałęzi na dwa osobne zgromadzenia zakonne. Decyzję o tym podjęto na II Kapitule Generalnej werbistek w 1922 roku.
Pierwszą przełożoną nowej gałęzi werbistek została siostra Marie Seraphim (Marie van Basten Batenburg), po roku jej funkcję objęła Marie Michaele (Adolfine Tönnies), która po podziale zakonu była jego pierwszą przełożoną generalną Służebnic Ducha Świętego od Wieczystej Adoracji.
Charyzmat
Zgromadzenie Służebnic Ducha Świętego od Wieczystej Adoracji jest zgromadzeniem kontemplacyjnym, siostry żyją w ścisłej klauzurze. Głównym zadaniem sióstr jest modlitwa wstawiennicza, zwłaszcza w intencji misjonarzy i misjonarek. Centralne miejsce zajmuje wieczysta adoracja Najświętszego Sakramentu..
Strój zakonny
Strój zakonny składa się z różowego habitu, białego szkaplerza i białego welonu. Kolor różowy symbolizuje ogień i radość pochodzące od Ducha Świętego, natomiast biały – czystość i oddanie Najświętszej Maryi Pannie. Na obrączce zakonnej znajduje się symbol Ducha Świętego.
Zgromadzenie w Polsce i na świecie
Dom generalny znajduje się w Bad Driburg w Niemczech.
Klasztory Zgromadzenia znajdują się w: Argentynie, Brazylii, Chile, Holandii, Indiach, Indonezjii, Niemczech, Polsce, Togo, USA oraz na Filipinach i Słowacji.
Do Polski Zgromadzenie przybyło w 1989 roku, a klasztor zgromadzenia (jak dotąd jedyny w Polsce) znajduje się w Nysie.